# Бехербах (Пфальц)
Бехербах (нем. Becherbach) — община в Германии, в земле Рейнланд-Пфальц.
Входит в состав района Бад-Кройцнах. Подчиняется управлению Майзенхайм. Население составляет 915 человек (на 31 декабря 2010 года). Занимает площадь 10,85 км².
Коммуна подразделяется на 3 сельских округа.